# Hermann Nothnagel
Carl Wilhelm Hermann Nothnagel (ur. 28 września 1841 w Alt-Lietzegöricke, zm. 7 lipca 1905 w Wiedniu) – niemiecki internista, profesor chorób wewnętrznych w klinikach w Jenie i Wiedniu.
Po raz pierwszy w 1876 roku opisał nieregularne tętno występujące u osób z migotaniem przedsionków, które nazwał "delirium cordis".
Poszedł w ślady ojca i studiował medycynę w Berlinie, gdzie był uczniem Ludwiga Traubego i Rudolfa Virchowa. W latach 1865–1868 był asystentem Ernst Viktor von Leydena w Królewcu, gdzie w roku 1866 habilitował się. W 1882 roku przeniósł swoją działalność do Wiednia gdzie aż do śmierci był profesorem w klinice uniwersyteckiej w Wiedniu. 
Był odkrywcą dwóch rzadkich chorób:
- zespół Nothnagela I - schorzenie charakteryzujące się bladością i pieczeniem skóry, a także zwężeniem naczyń, występującym po ekspozycji na zimno
- zespół Nothnagela II - porażenie nerwu okoruchowego i ataksja móżdżkowa spowodowane schorzeniem w obrębie jąder mózgowych i konarów móżdżku